# Jacques Melchior de Barras
Jacques Melchior, conde de Barras, fue un oficial naval francés, nacido en Provenza en 1719 y fallecido alrededor de 1793.
Tenía el grado de Teniente General de Marina al retirarse del servicio activo en 1783, grado equivalente al de Almirante en las marinas modernas.

## Guerra de la Independencia de Estados Unidos
Fue uno de los oficiales de confianza del almirante de Ternay y enviado -ya sexagenario y con una considerable experiencia naval- a bordo del navío La Concorde al comando de la flota francesa de refuerzo enviada a América en 1781 y que llegó a Newport, Rhode Island el 8 de mayo de ese año. 
Fue también segundo del almirante conde d'Estaing quien tomó el comando en jefe naval luego del fallecimiento de Ternay. Había ya comandado la vanguardia de la 
flota de d'Estaing que forzó la entrada al puerto de Newport en agosto de 1778. 
Siempre probó ser un precavido pero muy capaz conductor.
Barras fue elegido para representar a la marina en la conferencia mantenida entre Washington y Rochambeau en Wethersfield, Connecticut, el 23 de mayo de 1781, pero no pudo concurrir por haberse presentado una escuadra británica en las afueras de la isla Block. Participó en los encuentros y desastres que sufrieron ambas flotas durante la terrible tempestad posterior.
Rehusó transportar al ejército francés a Chesapeake cuando lo propusieron Washington y Rochambeau, considerando sabiamente que era demasiado riesgoso para su pequeña escuadra aventurarse en aguas donde había tan gran número de naves británicas. Tampoco quiso mover su escuadra hacia Boston cono Washington y Rochambeau habían decidido en la conferencia de Wethersferd.
Posteriormente fue dejado al comando en Newport y de allí zarpó en el mes de septiembre. Sus órdenes eran reunirse en la bahía de Chesapeake con la flota al mando del almirante de Grasse. Primero, Barras no estuvo de acuerdo en ejecutar este movimiento de unión. Barras era técnicamente de mayor grado que De Grasse, pero a este no sólo se le había dado el comando de una fuerza mayor sino que se le había designado comandante en jefe de todas las fuerzas navales en ese teatro de operaciones. Se cree que Barras incluso consideró la posibilidad de efectuar un recorrido ofensivo por Terranova en lugar de apoyar la campaña de Yorktown. Sin embargo, cooperó. Eligió hacerse a la vela siguiendo el curso más seguro, a sesenta millas náuticas al este de Boston. Llevaba con él valiosos equipos franceses para el sitio cuando entró en la bahía de Chesapeake el 10 de septiembre de 1781.
Mientras tanto, el 5 de septiembre y algunos días posteriores, las flotas francesa y británica libraban mar afuera la Batalla de la Bahía de Chesapeake. Como resultado de ella, la flota británica no pudo socorrer al general Cornwallis sitiado en Yorktown por los ejércitos de Washington y Rochambeau.
Este triunfo naval estratégico llevó a la victoria aliada en la batalla de Yorktown, a la rendición de Cornwallis y a la independencia de los Estados Unidos.
De Barras estuvo envuelto en varias operaciones en las Indias Occidentales, distinguiéndose especialmente en la toma a los británicos de la isla de Monterrey en 1782.
La enfermedad forzó a Barras a zarpar de Fort Royal, Martinica, el 27 de marzo de 1782, a bordo de La Concorde con rumbo a Francia, donde llegó el 23 de abril de 1783. 
Fue promovido a Vicealmirante el 1.º de enero de 1791 y falleció poco tiempo después.